# Пётр Великий (мини-сериал)
«Пётр Великий» (англ. Peter the Great) — исторический мини-сериал советско-американского производства, снятый при участии советского экспортного кинообъединения «Совинфильм». Режиссёры — Марвин Чомски и Лоуренс Шиллер. В основе — роман Роберта Масси «Пётр Великий. Его жизнь и его мир», получивший Пулитцеровскую премию.

## В ролях
- Максимилиан Шелл — Пётр I
- Ян Никлас (нем. Jan Niklas) — молодой Пётр
- Грэм Макграт (англ. Graham McGrath) — 10-летний Пётр
- Наталья Андрейченко — Евдокия Лопухина
- Ванесса Редгрейв — царевна Софья Алексеевна
- Борис Плотников — царевич Алексей Петрович
- Омар Шариф — Фёдор Ю́рьевич Ромода́новский
- Олег Фёдоров — Лопухин
- Всеволод Ларионов — Сухоруков
- Вера Харыбина — Сухорукова
- Хельмут Грим — Александр Меншиков
- Ханна Шигулла — Марта Скавронская
- Лоренс Оливье — Вильгельм III
- Роман Филиппов — Данила Меншиков
- Дмитрий Черниговский — Михаил Меньшиков
- Любовь Германова — Ефросинья
- Джереми Кемп (англ. Jeremy Kemp) — Патрик Гордон
- Урсула Андресс — Атталия
- Кристоф Айххорн — Карл XII, король Швеции
- Рене Саутендейк (нем. Renee Soutendijk) — Анна Монс
- Вальтер Бушхоф (нем. Walter Buschhoff) — Сильвестр Монс
- Владимир Ильин — граф Шереметев
- Альгис Арлаускас — отец Феодосий
- Тревор Ховард — Исаак Ньютон
- Мел Феррер — Фредерик
- Борис Щербаков — полковник Нечаев
- Майк Гвилим (нем. Mike Gwilym) — Шафиров
- Эльке Зоммер — Шарлотта
- Джеффри Вайтхед (англ. Geoffrey Whitehead) — Василий Голицын
- Буркхард Хайль (нем. Burkhard Heyl) — граф Пайпер
- Лилли Палмер — Наталья Кирилловна
- Ян Мальмшё — патриарх Иоаким
- Гюнтер Хальмер (нем. Gunter Maria Halmer) — граф Толстой
- Энн Захариас (нем. Ann Zacharias)
- Карл Дюринг — Федор Шакловитый
- Константин Бутаев — стрелец
- Николай Лазарев — Иван V (нет в титрах)